# Гононо-Напупу (Гаваї)
Гононо-Напупу (англ. Honaunau-Napoopoo) — переписна місцевість (CDP) в США, в окрузі Гаваї штату Гаваї. Населення — 2416 осіб (2020).

## Географія
Гононо-Напупу розташоване за координатами 19°28′21″ пн. ш. 155°50′29″ зх. д. / 19.47250° пн. ш. 155.84139° зх. д. (19.472515, -155.841481).  За даними Бюро перепису населення США в 2010 році переписна місцевість мала площу 105,43 км², з яких 98,40 км² — суходіл та 7,02 км² — водойми.

### Клімат
| Клімат : Гононо-Напупу | Клімат : Гононо-Напупу | Клімат : Гононо-Напупу | Клімат : Гононо-Напупу | Клімат : Гононо-Напупу | Клімат : Гононо-Напупу | Клімат : Гононо-Напупу | Клімат : Гононо-Напупу | Клімат : Гононо-Напупу | Клімат : Гононо-Напупу | Клімат : Гононо-Напупу | Клімат : Гононо-Напупу | Клімат : Гононо-Напупу | Клімат : Гононо-Напупу |
| Показник               | Січ.                   | Лют.                   | Бер.                   | Квіт.                  | Трав.                  | Черв.                  | Лип.                   | Серп.                  | Вер.                   | Жовт.                  | Лист.                  | Груд.                  | Рік                    |
| Середній максимум, °C  | 26,8                   | 26,8                   | 27,0                   | 27,3                   | 27,4                   | 27,7                   | 28,4                   | 28,9                   | 28,8                   | 28,6                   | 27,9                   | 26,9                   | 27,7                   |
| Середній мінімум, °C   | 15,9                   | 15,8                   | 15,8                   | 16,6                   | 17,1                   | 17,8                   | 17,8                   | 18,4                   | 18,2                   | 18,0                   | 17,4                   | 16,3                   | 17,1                   |
| ---------------------- | ---------------------- | ---------------------- | ---------------------- | ---------------------- | ---------------------- | ---------------------- | ---------------------- | ---------------------- | ---------------------- | ---------------------- | ---------------------- | ---------------------- | ---------------------- |
| Джерело: WRCC,         |                        |                        |                        |                        |                        |                        |                        |                        |                        |                        |                        |                        |                        |

## Демографія
Згідно з переписом 2010 року, у переписній місцевості мешкало 2567 осіб у 932 домогосподарствах у складі 613 родин. Густота населення становила 24 особи/км².  Було 1127 помешкань (11/км²).
Расовий склад населення:
| - 39,5 % — білих - 15,1 % — азіатів - 13,1 % — вихідців з тихоокеанських островів - 0,3 % — чорних або афроамериканців - 0,2 % — корінних американців - 7,1 % — осіб інших рас |

До двох чи більше рас належало 24,7 %. Частка іспаномовних становила 14,4 % від усіх жителів.
За віковим діапазоном населення розподілялося таким чином: 20,1 % — особи молодші 18 років, 64,2 % — особи у віці 18—64 років, 15,7 % — особи у віці 65 років та старші. Медіана віку мешканця становила 45,0 року. На 100 осіб жіночої статі у переписній місцевості припадало 111,3 чоловіків;  на 100 жінок у віці від 18 років та старших — 106,0 чоловіків також старших 18 років.
Середній дохід на одне домашнє господарство  становив 73 062 долари США (медіана — 56 250), а середній дохід на одну сім'ю — 86 425 доларів (медіана — 65 156). Медіана доходів становила 31 746 доларів для чоловіків та 35 208 доларів для жінок. За межею бідності перебувало 9,7 % осіб, у тому числі 7,5 % дітей у віці до 18 років та 9,4 % осіб у віці 65 років та старших.
Цивільне працевлаштоване населення становило 1364 особи. Основні галузі зайнятості: роздрібна торгівля — 27,4 %, сільське господарство, лісництво, риболовля — 18,8 %, освіта, охорона здоров'я та соціальна допомога — 14,1 %, будівництво — 10,2 %.